# Theodosius Dobzhansky
Theodosius Hryhorovych Dobzhansky (em ucraniano:  Теодосій Григорович Добжанський; algumas vezes alterado para Theodosius Grigorevich Dobzhansky ou Theodore Dobzhansky; Nemyriv, 25 de janeiro de 1900 — Davis, 18 de dezembro de 1975) foi um geneticista e biólogo evolutivo ucraniano-estadunidense cujo trabalhou moldou a síntese evolutiva moderna e foi essencial para o desenvolvimento da teoria evolutiva no século XX.
Seu trabalho de 1937, Genetics and the Origin of Species tornou-se a maior influência para o estabelecimento da síntese evolutiva moderna e por conta dele Dobzhansky foi agraciado com a Medalha Nacional de Ciências, em 1964 e a Medalha Franklin, em 1973.

## Biografia

### Primeiros anos
Dobzhansky nasceu em 25 de janeiro de 1900 em Nemirov, uma pequena cidade a 200km ao sul de Kiev, na época pertencente ao Império Russo e hoje na Ucrânia. Era filho único, seu pai Grigory Dobzhansky um professor de matemática do ensino médio, e sua mãe era Sophia Voinarsky. Em 1910 a família se mudou para Kiev, onde a família teve anos tumultuados devido à Revolução Russa de 1917 e à Primeira Guerra Mundial.
Enquanto estudava à noite para completar o ensino médio, Dobzhansky começou a colecionar borboletas, joaninhas e besouros e teve contato com a obra de Charles Darwin, o que o instigou a buscar carreira na biologia. Em 1917, ele ingressou no curso de biologia da Universidade de Kiev, de onde se formou em 1921. Foi professor do Instituto Politécnico de Kiev e instrutor de zoologia antes de se mudar para São Petersburgo e se tornar assistente de Yuri Filipchenko, diretor do departamento de genética da Universidade de Leningrado, em 1924, que ali tinha estabelecido um laboratório de estudos sobre Drosophila.
Em 8 de agosto de 1924, Dobzhansky se casou com a geneticista Natalia "Natasha" Sivertzeva, que na época trabalhava com I. I. Schmalhausen, zoólogo e biólogo evolutivo, em Kiev. O casal teve uma filha, Sophie, que depois viria a se casar com o arqueólogo e antropólogo norte-americano, Michael D. Coe. Em 1927, Dobzhansky obteve uma bolsa de estudos da Fundação Rockefeller e chegou a Nova Iorque em 27 de dezembro daquele ano para trabalhar com Thomas Hunt Morgan e Alfred Sturtevant na Universidade Columbia.

## Estados Unidos
Em 1928, Dobzhansky seguiu Morgan para o Instituto de Tecnologia da Califórnia, onde foi indicado como professor assistente de genética, em 1929 e professor titular da mesma cadeira em 1936. Dobzhansky trabalhou com moscas da fruta no laboratório e no campo, tendo descoberto que diferentes variedades regionais de moscas eram mais similares entre si geneticamente do que moscas de outras regiões. Ele retornaria a Nova Iorque em 1940 para ser professor de zoologia da Universidade Columbia, onde permaneceu até 1962, quando foi indicado professor da atual Universidade Rockefeller. Em setembro de 1971, ele voltou para a Califórnia, de onde foi professor da Universidade da Califórnia até sua morte, em 1975. Em 22 de fevereiro de 1969, Natasha morreu depois de uma trombose. Ela colaborou em vários trabalhos com o marido, com quem escreveu vários artigos.
O trabalho de Morgan, Sturtevant e Dobzhansky obteve informações cruciais sobre a citogenética da Drosophila. A ideia original de Dobzhansky (depois de estudar ao lado de Yuri Filipchenko) era de que havia sérias dúvidas sobre o uso de dados obtidos de fenômenos que acontecem nas populações locais (microevolução) e fenômenos que acontecem em escala global (macroevolução). Filipchenko também acreditava que havia apenas dois tipos de herança: herança Mendeliana de variação dentro das espécies e herança Não-Mendeliana de variação no sentido macroevolutivo. Anos depois, Dobzhansky afirmou que Filipchenko apostou na teoria errada.
Em 1937 ele publicou um dos maiores trabalhos da síntese evolutiva moderna, a síntese da biologia evolutiva com genética, intitulada Genetics and the Origin of Species, que entre outras coisas definiu a evolução como “uma mudança na frequencia de alelos dentro de um pool gênico”. Também em 1937, ele se tornou um cidadão naturalizado americano. Durante este período, ele teve um desentendimento público com um de seus colaboradores, Alfred Sturtevant, baseado em competência profissional. 
Em 1941, ele foi agraciado com a Medalha Daniel Giraud Elliot na Academia Nacional de Ciências. Em 1943, Dobzhansky foi agraciado com um doutorado honorário pela Universidade de São Paulo (USP), de onde ministrou um curso sobre evolução, no departamento de Química da USP, que se tornaria um marco na genética brasileira. O curso influenciou vários biólogos e estudantes da universidade na época.
Dobzhansky foi um dos signatários da declaração da UNESCO A questão da raça.

## Morte
Em 1 de junho de 1968, Dobzhansky descobriu que tinha leucemia linfoide e que teria pouco tempo de vida. Em 1971 ele se aposentou, mas continuou trabalhando como professor emérito, mudando-se para a Universidade da Califórnia. Em 1975, sua leucemia se agravou e em 11 de novembro ele viajou para San Jacinto, para tratamento e cuidado.
Dobzhansky trabalhou até sua morte como professor de genética e morreu em 18 de dezembro de 1975 em Davis, aos 75 anos. Seu corpo foi cremado e suas cinzas espalhadas na natureza californiana.
Pouco antes de morrer, Dobzhansky publicou um famoso ensaio anticriacionista Nothing in Biology Makes Sense Except in the Light of Evolution. Um leal defensor da Evolução Darwiniana, Dobzhansky, de acordo com Francisco J. Ayala, "foi um homem religioso" crente em um Deus criador através da evolução.

### Livros
- Dobzhansky, Th. 1937. Genetics and the Origin of Species. Columbia University Press, New York. (2nd ed., 1941; 3rd ed., 1951)
- The Biological Basis of Human Freedom (1954).
- Dunn, L. C., & Dobzhansky, Th. 1946. Heredity, Race, and Society. The New American Library of World Literature, Inc., New York.
- Dobzhansky, Th. 1955. Evolution, Genetics, & Man. Wiley & Sons, New York.
- Dobzhansky, Th. 1962. Mankind Evolving. Yale University Press, New Haven, Connecticut.
- Dobzhansky, Th. 1967. The Biology of Ultimate Concern. New American Library, New York.
- Dobzhansky, Th. 1968. O homem em evolução. Trad. Josef Manasterski. São Paulo: Polígono e EDUSP.
- Dobzhansky, Th. 1970. Genetics of the Evolutionary Process. Columbia University Press, New York.
- Diversidade Genética e Igualdade Humana - no original Genetic Diversity and Human Equality (1973).
- Dobzhansky, Th., F.J. Ayala, G.L. Stebbins & J.W. Valentine. 1977. Evolution. W.H. Freeman, San Francisco.
- Dobzhansky, Th., 1981. Dobzhansky's Genetics of Natural Populations I-XLIII. R.C. Lewontin, J.A. Moore, W.B. Provine & B. Wallace, eds. Columbia University Press, New York. (reprints the 43 papers in this series, all but two of which were authored or co-authored by Dobzhansky)

### Artigos
- Dobzhansky, Th. 1973. "Nothing in biology makes sense except in the light of evolution" The American Biology Teacher 35: (March): 125-129.
- Dobzhansky, T., and O. Pavlovsky. 1957. "An experimental study of interaction between genetic drift and natural selection" Evolution 11: 311-319

### Resenhas
- Dobzhansky escreveu uma série de resenhas sobre o livro "A origem das raças", do antropólogo Carleton S. Coon. Dobzhansky rejeitou a teoria de Coon sobre a origem independente de mutações idênticas, mas concordou que a seleção favorecia um genótipo do tipo sapiens em todas as populações proto-humanas e expressou a teoria de que todos os alelos sapiens existiam em baixa frequência nas populações erectus, e que a composição estatística do pool genético mudou de erectus para sapiens em várias populações independentemente.[14]